# Pseudomyagrus waterhousei
Pseudomyagrus waterhousei är en skalbaggsart som först beskrevs av Charles Joseph Gahan 1888.  Pseudomyagrus waterhousei ingår i släktet Pseudomyagrus och familjen långhorningar. Inga underarter finns listade i Catalogue of Life.